# 演化辐射

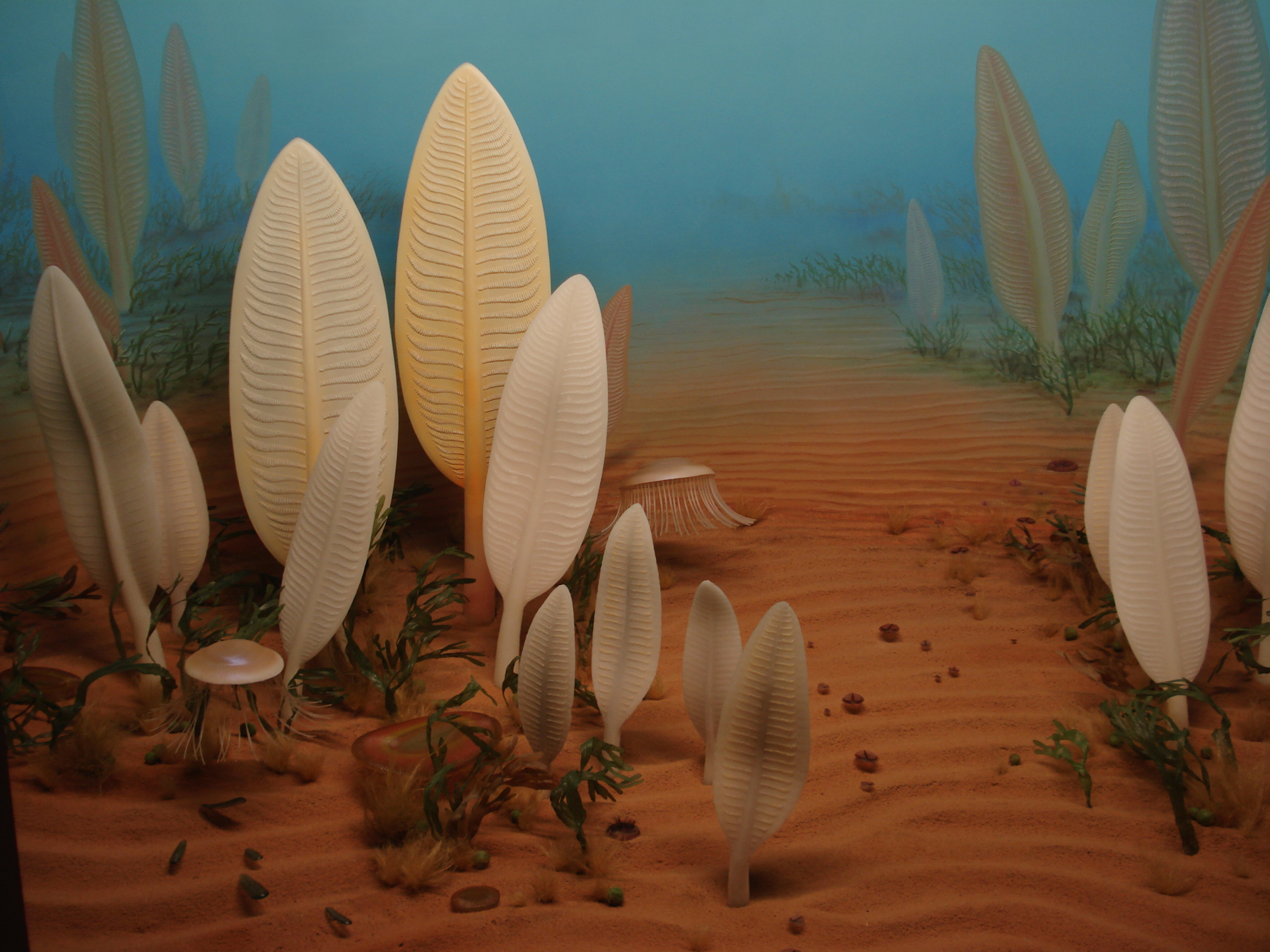
阿瓦隆大爆发是目前已知最早的演化辐射事件

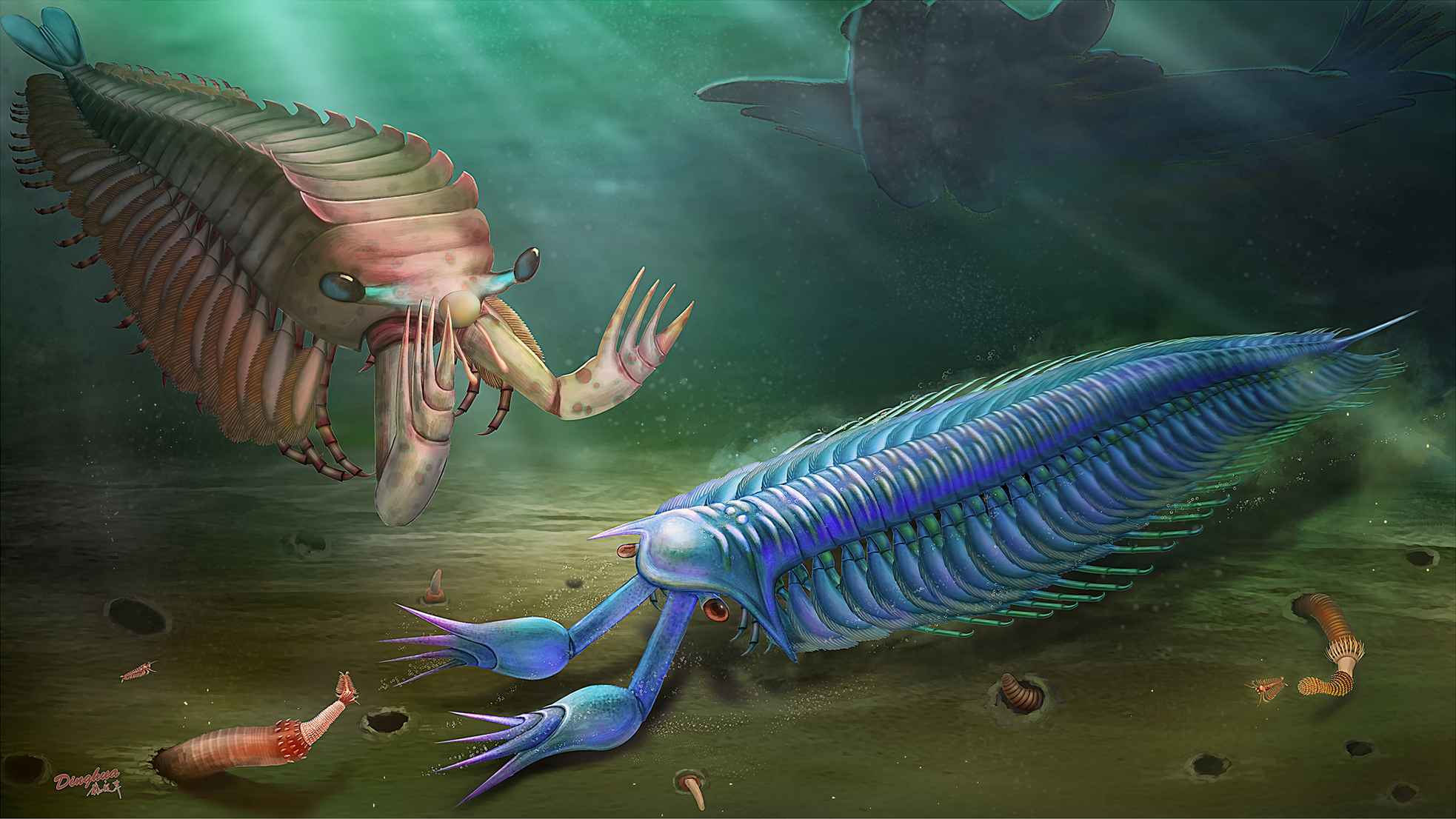
寒武纪大爆发是古生物学上最著名也是最重要的演化辐射事件

演化辐射（英語：evolutionary radiation）是指生物群系因为种化加速而出现分类多样性增加的现象，但并不一定非要与形态差异的增加相关联，通常会显著增加至少一个演化支的个体数量和生态位规模。在较短的地质时期（比如一个期或世）内出现的较为集中的演化辐射通常被称作爆发（explosion）。如果演化辐射是源于单一谱系的生物适应当地环境的不同生态位并被自然选择筛选而导致的形态异化，则称为适应辐射。

## 案例
地球生命史上著名的演化辐射事件包括：
- 阿瓦隆大爆发（Avalon Explosion）

发生于约5.75亿年前，元古宙新元古代末期的埃迪卡拉纪、雪球地球大冰期结束之后，出现了大量形似海鳃、缺少移动性的埃迪卡拉生物群以及最早的扁盘动物、刺胞动物和两侧对称动物；
- 寒武纪大爆发（Cambrian Explosion）

发生于5.39亿年前，显生宙初期的寒武纪、埃迪卡拉纪末大灭绝之后，出现了最早的具有矿化骨骼（主要是外骨骼）的物种，几乎所有现生动物的门都出现在此时期的化石记录中；
- 奥陶纪大辐射（Great Ordivician Biodiversification Event，简称GOBE）

发生于4.85～4.60亿年前，寒武纪末大灭绝之后的奥陶纪，出现了大多数现生动物的纲；
- 志留纪—泥盆纪陆地革命（Silurian-Devonian Terrestrial Revolution），也称泥盆纪植物大爆发（Devonian Plant Explosion，简称DePE）

发生于4.28～3.59亿年前（其中最关键期发生在志留纪—泥盆纪边界），有胚植物成功登陆并成为主要的陆地生物，并在泥盆纪后形成了广阔茂密的煤炭森林；
- 石炭纪—二叠纪最早期海洋生物多样化事件（Carboniferous-earliest Permian Biodiversification Event，简称CPBE）

发生于3.05～2.95亿年前，晚古生代大冰期期间、石炭纪雨林崩溃事件之后，海洋物种数量增加了约246％
- 中生代—新生代大辐射（Mesozoic–Cenozoic radiation）
从侏罗纪开始一系列分类单元多样化增加的统称，其推动因素包括卡尼期洪积事件后气候的湿暖化和裸子植物的兴盛、盘古大陆板块分裂造成的异域物种形成、被子植物的爆发、白垩纪末大灭绝造成的生态空位以及古新世—始新世极热事件后热带雨林的扩张。
  - 白垩纪陆地革命（Cretaceous Terrestrial Revolution），也称被子植物陆地革命（Angiosperm Terrestrial Revolution）
发生于1.25亿～8000万年前，被子植物繁荣并和传粉昆虫出现大规模共同演化，同时白垩纪食物链中下层的哺乳动物、鸟形恐龙、鳞龙爬行类和滑体两栖类也随即通过采用食虫、食果和食蜜的生活习性跟进出现多样化；

这些演化辐射事件之间还发生了多次大小规模的灭绝事件，每次都会让幸存的物种（特别是先锋物种）在竞争压力大大减少的情况下抢占并适应大量空出的生态位。